# Журавка (Покровський район)
Жура́вка — село Гродівської селищної громади Покровського району Донецької області, Україна.

## Загальні відомості
Відстань до райцентру становить близько 17 км і проходить автошляхом місцевого значення.
Землі села межують із територією м. Новогродівка Новогродівської міської ради Донецької області.

## Історія
Окупована окупантами з 19 серпня 2024 року

## Населення
За даними перепису 2001 року населення села становило 181 особу, з них 82,32 % зазначили рідною мову українську, 14,92 % — російську та 0,55 % — білоруську мову.

## Відомі особистості
- Жаботинський Володимир Петрович — директор готелю «Дніпро» у місті Черкаси, академік Академії будівництва України, Заслужений працівник сфери послуг України.
- Романько Валерій Іванович — донецький науковець-краєзнавець, педагог, член Національної спілки журналістів та Національної спілки письменників України, лідер краєзнавчого руху на Донбасі, лауреат регіональної літературної премії ім. Володимира Сосюри.